# Rusiec (gmina)
Rusiec (daw. gmina Dąbrowa Rusiecka) – gmina wiejska w województwie łódzkim, w powiecie bełchatowskim. W latach 1975–1998 gmina położona była w województwie sieradzkim.
Siedzibą gminy jest Rusiec.

## Struktura powierzchni
Gmina Rusiec ma obszar 99,91 km², w tym:
- użytki rolne 78,58%
- użytki leśne 17,42%
- grunty zabudowane i zurbanizowane 3,23%
- grunty pod wodami 0,46%
- pozostałe 0,31%[3]

Gmina stanowi 10,33% powierzchni powiatu bełchatowskiego.

## Sołectwa
Aleksandrów, Andrzejów, Annolesie, Antonina, Dąbrowa Rusiecka, Dębina, Dęby Wolskie, Jastrzębice, Korablew, Kuźnica, Mierzynów, Nowa Wola, Prądzew, Rusiec (sołectwa: Rusiec I i Rusiec II), Wincentów, Wola Wiązowa, Zakurowie, Zalasy

## Miejscowości niesołeckie
Bolesławów, Dąbrowa, Dąbrówki Kobylańskie, Dęby Wolskie-Kolonia, Fajnów, Koch, Krasowa, Kurówek Prądzewski, Leśniaki, Pawłów, Salomejów, Zagrodniki.

## Demografia

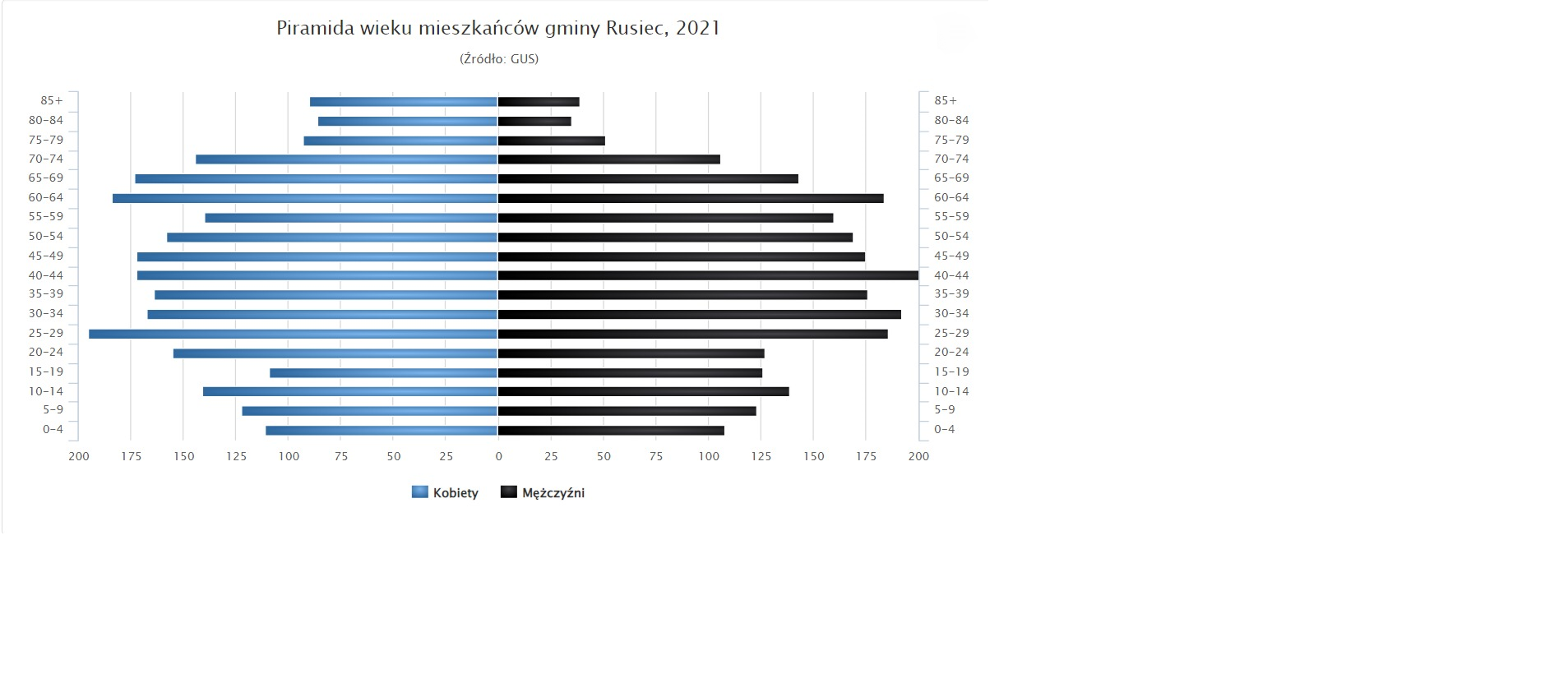
Piramida wieku mieszkańców gminy Rusiec

Dane o ludności z 31 grudnia 2023:
| Opis                                | Ogółem | Ogółem | Kobiety | Kobiety | Mężczyźni | Mężczyźni |
| ----------------------------------- | ------ | ------ | ------- | ------- | --------- | --------- |
| Jednostka                           | osób   | %      | osób    | %       | osób      | %         |
| Populacja                           | 4770   | 100    | 2450    | 51,36   | 2320      | 48,64     |
| Wiek przedprodukcyjny (0–17 lat)    | 851    | 17,84  | 411     | 8,62    | 440       | 9,22      |
| Wiek produkcyjny (18–65 lat)        | 2733   | 57,3   | 1268    | 26,58   | 1465      | 30,71     |
| Wiek poprodukcyjny (powyżej 65 lat) | 1186   | 24,86  | 771     | 16,16   | 415       | 8,7       |

## Sąsiednie gminy
Kiełczygłów, Konopnica, Osjaków, Rząśnia, Szczerców, Widawa.